# Ступари-Село
Ступари-Село је насељено мјесто у општини Кладањ, Босна и Херцеговина.

## Историја
Ступари-Село као самостално насељено мјесто постоји од пописа 1991. године. До тада су били у саставу насеља Ступари које је у попису 1991. године укинуто и подијељено на самостална насеља: Ступари-Центар и Ступари-Село.

## Становништво
|             | 2013.        | 1991.         |
| Укупно      | 685 (100,0%) | 657 (100,0%)  |
| Бошњаци     | 676 (98,69%) | 515 (78,39%)1 |
| Срби        | 3 (0,438%)   | 123 (18,72%)  |
| Албанци     | 2 (0,292%)   | –             |
| Муслимани   | 2 (0,292%)   | –             |
| Неизјашњени | 1 (0,146%)   | –             |
| Остали      | 1 (0,146%)   | 12 (1,826%)   |
| Југословени | –            | 5 (0,761%)    |
| Хрвати      | –            | 2 (0,304%)    |

1. 1 На пописима од 1971. до 1991. Бошњаци су пописивани углавном као Муслимани.